# Caserne Latouche-Tréville
La caserne Latouche-Tréville (anciennement hôtel Latouche-Tréville), bâti au XVIIIe siècle, est situé à Rochefort, en France. L'immeuble a été inscrit au titre des monuments historiques en 1967.

## Historique
En 1768, Latouche-Tréville donne son hôtel particulier à bail à la ville de Rochefort pour y loger des militaires. Ainsi, l'immeuble abrite une caserne de 1787 à 1939. 
Le bâtiment est inscrit au titre des monuments historiques par arrêté du 7 avril 1967.

## Architecture

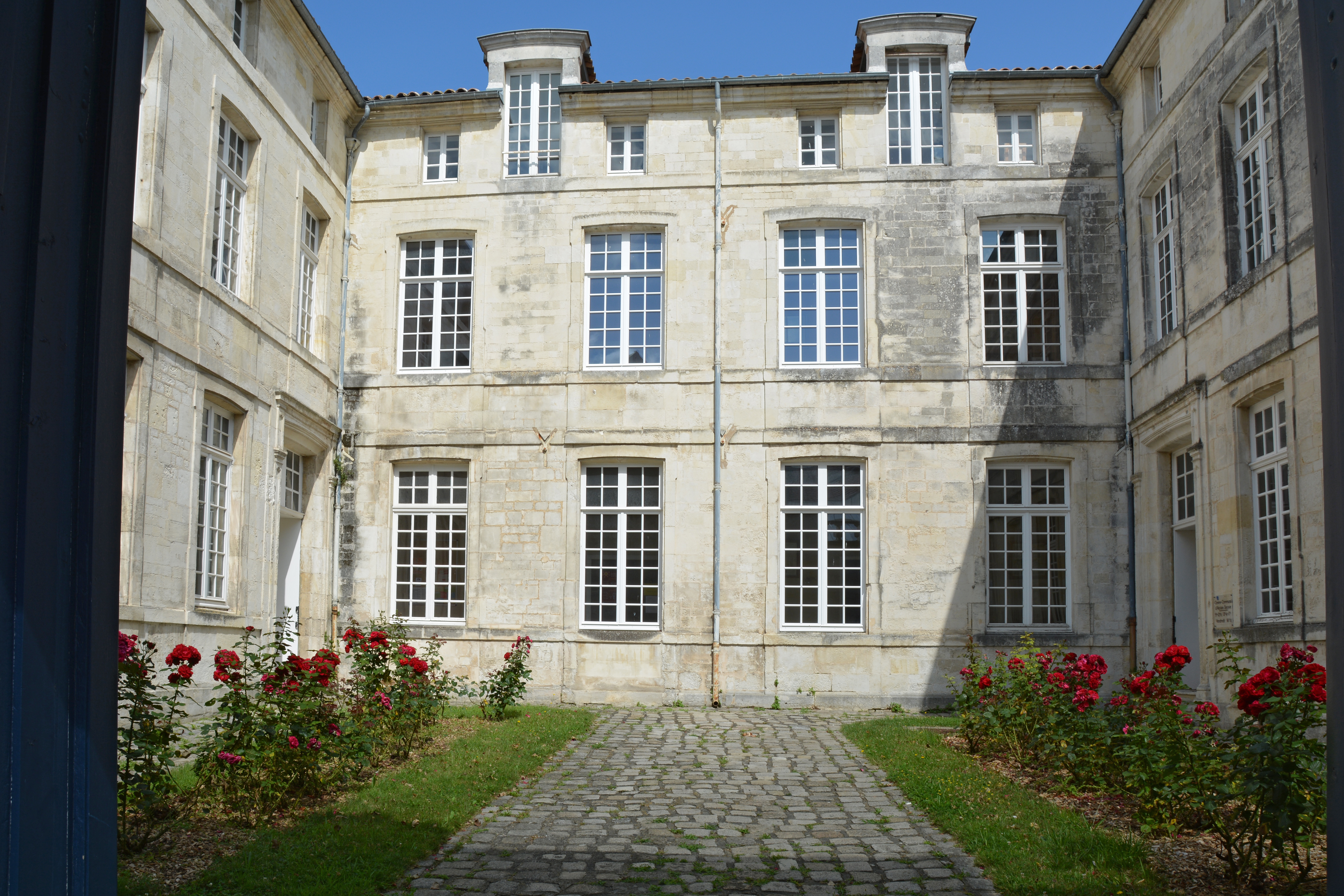